# Heaven (chanson de Niall Horan)
Pour les articles homonymes, voir Heaven.
Singles de Niall Horan
Everywhere
(2021) Meltdown
(2023)
Heaven  est une chanson du chanteur irlandais Niall Horan, sortie le 17 février 2023 sous le label Capitol Records apparaissant sur son troisième album The Show.

## Contexte
Dans une interview accordée à Rolling Stone, le chanteur déclare : « Il y a tellement de pression pour que les gens atteignent certaines étapes à un certain âge - on se marie à tel âge, on achète une maison à tel âge, on a des enfants à tel autre âge [...] Mais je ne me suis jamais conformé à ces idées, et j'ai donc voulu écrire sur le fait que nous devrions tous nous concentrer sur le fait de profiter de notre vie et de faire ce qui nous semble juste, au lieu de nous inquiéter de ce que l'on attend de nous ».

## Promotion
En janvier 2023, les fans reçoivent des bougies représentant un ciel partiellement nuageux et un Code QR figurant sur l'emballage des bougies renvoi vers un site web interactif qui présente une version virtuelle de la bougie. Au cours de la semaine, la bougie fond lentement. Lorsqu'elle finit de fondre, le décor du clip de la chanson apparait et un nouveau contenu est caché sous un buisson de fleurs de couleur différente chaque jour avant la date de sortie de la chanson. Le contenu comprend une note vocale sur le processus d'écriture de la chanson,.

## Clip
Le 24 février 2023, le clip est mis en ligne et est réalisée par Dylan Knight,. La batteuse Emilia Schmier est présente tout au long du clip. La vidéo montre Horan et Schmier jouant dans une pièce faite de rideaux rouges. Après le premier refrain, Horan franchit la porte d'une fête bondée où l'on aperçoit des jeunes femmes habillées en religieuses parmi la foule. La vidéo alterne entre les deux décors. Pendant un couplet de la chanson, la pièce où se déroulait la fête est vide et les murs se détachent pour révéler un décor extérieur avec des fleurs et des collines,. 